# Slaget ved Bannockburn
Slaget ved Bannockburn (skotsk gælisk Blàr Allt nam Bànag eller Blàr Allt a' Bhonnaich) stod den 24. juni 1314 og endte med en vigtig skotsk sejr under den første skotske uafhængighedskrig, og det er en milepæl i Skotlands historie.
Kong Alexander 3. af Skotland døde i 1286 uden at efterlade sig arvinger. Det førte til langvarige og blodige kampe mellem adskillige tronprætendenter. Med engelsk hjælp lykkedes det i 1292 John de Balliol at vinde kongemagten.
Stirling Castle, der var skotternes kongeborg, var besat af englænderne, og den var under belejring af den skotske hær. Den engelske kong Edvard 2. samlede en stor hær for at få stoppet belejringen. Forsøget fejlede, da hans hær blev besejret i et feltslag af en mindre hær, der blev ledet af skotternes konge Robert the Bruce.
56°05′36″N 3°56′16″V / 56.0933°N 3.9378°V